# Bridge Sollers
Bridge Sollers est une paroisse civile et un village du Herefordshire, en Angleterre.